# 인터넷 영화 대본 데이터베이스
인터넷 영화 대본 데이터베이스(The Internet Movie Script Database, IMSDb)는 영화 대본에 관한 온라인 데이터베이스이다.

## 같이 보기
- 인터넷 영화 데이터베이스